# Mariner 10

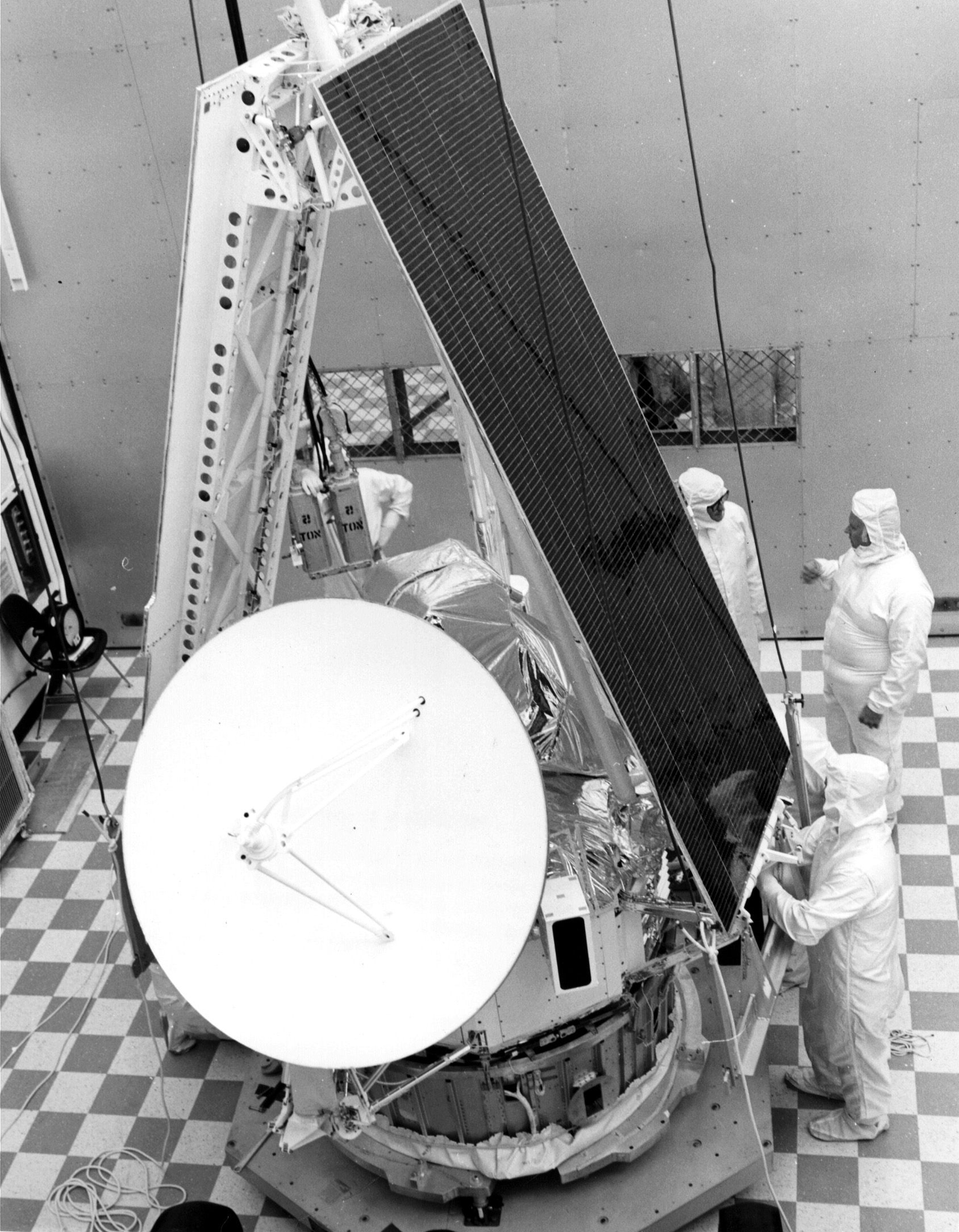
La préparation de la sonde Mariner 10.

Mariner 10 est la dernière sonde spatiale du programme Mariner de la NASA. Elle est lancée le 3 novembre 1973, pour étudier les planètes Vénus et Mercure,  son objectif principal, et les caractéristiques du milieu interplanétaire. L'objectif principal de Mariner 10 est d'étudier les caractéristiques atmosphériques (le cas échéant), celles de surface et physiques de la planète Mercure.
Mariner 10 effectue la première exploration de deux planètes (Vénus puis Mercure) au cours d'une même mission ; elle est la première sonde à utiliser l'assistance gravitationnelle d'une planète (Vénus) pour modifier sa trajectoire de vol ; la première à s'approcher aussi près du Soleil ; la première à revenir vers une planète, Mercure, après la première rencontre avec elle, et enfin la première à utiliser le vent solaire comme moyen majeur d'orientation en vol.
Le système de contrôle d'attitude de la sonde ayant eu une défaillance en cours de mission, les ingénieurs décidèrent d'utiliser la pression des photons arrivant sur les panneaux solaires pour maintenir l'orientation de la sonde, en limitant ainsi la quantité de carburant  nécessaire pour permettre aux propulseurs d'effectuer les corrections d'orientation.
Mariner 10 est le septième lancement réussi du programme Mariner. La sonde spatiale survole trois fois Mercure, sur une orbite héliocentrique rétrograde. Elle fournit des données sur la planète et les premières images rapprochées de Mercure et de Vénus. Les principaux objectifs scientifiques de la mission ont été de mesurer des caractéristiques de l’environnement, de l’atmosphère, de la surface et du centre de la planète Mercure et de mener des recherches similaires lors du passage près de Vénus. Les objectifs secondaires étaient de réaliser des expériences dans le milieu interplanétaire et d'acquérir de l'expérience en matière d'utilisation de l'assistance gravitationnelle lors du survol d'une planète (Vénus) pour pouvoir en atteindre une autre (Mercure).
Les coûts de recherche, de développement, de lancement et de contrôle de la mission Mariner 10 s'élèvent à 100 millions de dollars américains.

## Contexte
Mariner 10 est la dernière sonde du programme Mariner consacrée à l'exploration des planètes inférieures du Système solaire dont la première mission, Mariner 1, est lancée en 1962. Ce programme est suivi par le programme Voyager destiné à l'exploration des planètes supérieures du Système solaire. La mission Mariner 10 doit son existence aux progrès effectués dans le domaine de la mécanique spatiale et plus particulièrement dans celui de l'assistance gravitationnelle. Celle-ci permet à une sonde spatiale de modifier sa vitesse et sa trajectoire sans consommer de carburant en effectuant un survol à faible distance d'une planète. Ce concept, évoqué dans la littérature des années 1920-1930, est pris en considération à partir des années 1950. Son utilisation fait pour la première fois l'objet d'une étude détaillée au début des années 1960 par le Jet propulsion Laboratory (JPL) pour une mission aller-retour entre la Terre et la planète Vénus. Le JPL met au point à l'époque des outils mathématiques permettant d'identifier des trajectoires exploitant l'assistance gravitationnelle qui sont ensuite convertis en programmes informatiques. Les chercheurs du JPL découvrent ainsi l'existence de deux opportunités de mission Terre-Vénus-Mercure exploitant l'assistance gravitationnelle en 1970 et 1973. Des plans détaillés et une stratégie de navigation sont définis pour la fenêtre de lancement de 1970. Début 1970, Giuseppe Colombo de l'Institut de mécanique appliquée de Padoue en Italie, invité au JPL dans le cadre d'une conférence sur une éventuelle mission Terre-Vénus-Mercure en 1973, fait observer que la périodicité de l'orbite du véhicule spatial après son survol de Mercure est presque exactement le double de la périodicité de Mercure ce qui permet un deuxième survol. Cette hypothèse est confirmée par la suite par le JPL. 
En juin 1968, le bureau des Sciences Spatiales de l'Académie nationale des sciences des États-Unis produit un rapport sur les missions d'exploration du Système solaire qui recommande l'envoi d'une mission vers Mercure tout en suggérant certains des équipements scientifiques à embarquer. La NASA prend en compte les conclusions de ce rapport et décide en 1969 de programmer la mission pour 1973. Un comité de scientifiques est constitué par la NASA pour définir des objectifs scientifiques pertinents et sélectionner les instruments embarqués. La structure projet est mise en place en janvier 1970 au JPL. En juillet 1971, Boeing est sélectionné pour la conception et la fabrication de deux exemplaires de la sonde dont un doit être utilisé pour effectuer les essais.

## Description de la sonde spatiale
Les caractéristiques de Mariner 10 sont en grande partie communes avec celles des sondes spatiales du programme Mariner qui l'ont précédé. La structure de la sonde spatiale est constituée d’une plate-forme de forme octogonale en magnésium et à huit compartiments électroniques. Elle mesure 1,39 m en diagonale et 0,457 m de profondeur. Deux panneaux solaires, chacun d'une longueur de 2,69 m et d'une largeur de 0,97 m, sont fixés au sommet, supportant 5,1 m2 de surface de cellules photovoltaïques. Totalement déployé, le véhicule spatial mesure 8 m de diamètre avec les panneaux solaires et 3,7 m du haut de l'antenne à faible gain jusqu'au bas de l'écran thermique. Le magnétomètre se trouve au bout d'une perche à charnière de 5,8 m de long depuis l'un des côtés octogonaux de la structure. La masse totale au lancement est de 502,9 kg, dont 29 kg d'hydrazine utilisée par les propulseurs pour effectuer des corrections de trajectoire et 79,4 kg d'instruments scientifiques.
Les accumulateurs, les capteurs solaire et stellaire, le système de télécommunications en bande S, la télémétrie, l'antenne à haut gain et les deux antennes à faible gain, le support mobile permettant d'orienter les instruments scientifiques vers la planète. Des modifications sont apportées pour permettre à la sonde spatiale de résister à l'intensité du rayonnement solaire qu'elle doit subir au cours de sa mission vers la planète Mercure. Pour maintenir la température dans des limites acceptables, la sonde dispose d'un pare-soleil, de protections thermiques renforcées et d'une plate-forme de numérisation avec deux degrés de liberté est montée sur le pare-soleil ; l'orientation des panneaux solaires peut être modifiée pour permettre de maintenir leur température en dessous de 115 °C. Le débit du système de télécommunications est renforcé et permet de transmettre des images à 118 kilobits par seconde. 
Le moteur-fusée est un moteur à hydrazine monergol liquide de 222 N de poussée situé sous un réservoir sphérique de propergol monté au centre de l'ossature. La tuyère dépasse à travers un pare-soleil. Deux ensembles de trois paires de jets de diazote à réaction orthogonale, montés sur les extrémités des panneaux solaires, sont utilisés pour stabiliser le véhicule spatial sur trois axes. Le commandement et le contrôle incombent à un ordinateur de bord avec une mémoire de 512 mots complétée par des commandes au sol. 
Mariner 10 est équipé d'une antenne parabolique motorisée à haut gain, d'un réflecteur parabolique à disque en nid d'abeille en aluminium de 1,37 m de diamètre, qui est monté sur une perche du côté du véhicule spatial. Une antenne omnidirectionnelle à faible gain est montée au bout d'une perche de 2,85 m partant du pare-soleil de la sonde spatiale. Les flux permettent au véhicule spatial de transmettre aux fréquences des bandes S et X ; les données peuvent être transmises à un débit maximal de 117,6 kilobits/s. La sonde embarque un viseur de l'étoile Canopus, situé sur la structure annulaire supérieure de la plate-forme octogonale, et des capteurs solaires d'acquisition sur les sommets des panneaux solaires. L'intérieur du véhicule spatial est isolé avec des couvertures thermiques multicouches en haut et en bas. Le pare-soleil est déployé après le lancement pour protéger la sonde spatiale du côté orienté vers le Soleil. Les persiennes de cinq des huit compartiments électroniques permettent également de contrôler les températures intérieures. 
Les instruments embarqués à bord de la sonde spatiale mesurent les caractéristiques atmosphériques, de la surface et de la physique des planètes Mercure et Vénus. Les expériences comprennent la photographie, le champ magnétique, le vent solaire, la radiométrie infrarouge, la spectroscopie ultraviolette et les détecteurs radio. Un émetteur expérimental haute fréquence en bande X vole pour la première fois avec cette sonde spatiale.

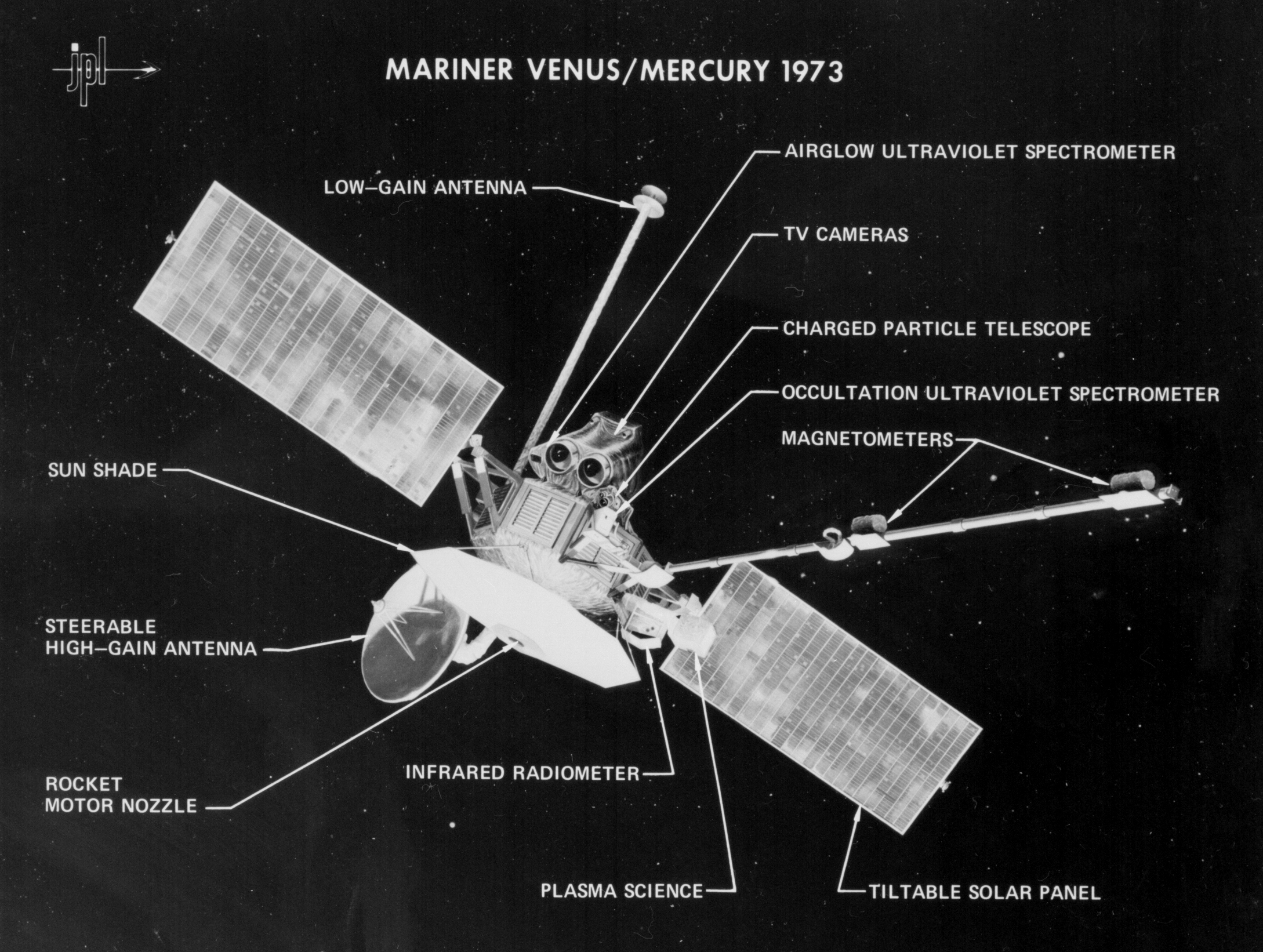
Le schéma de la sonde spatiale Mariner 10.

### Instruments scientifiques
La sonde emporte 7 instruments scientifiques :
- Un radiomètre infrarouge à deux canaux (Two-Channel Infrared Radiometer) utilisé pour mesurer les températures à la surface de Mercure et de la couverture nuageuse de Vénus. L'instrument est une version modifiée d'un radiomètre embarqué sur les missions Mariner 6, Mariner 7 et Mariner 9 de 1969 et 1971. Le radiomètre à infrarouge utilise deux canaux, 22–39 micromètres (80-500 K) et 10–17 micromètres (200-650 K), pour observer l'émission thermique de Vénus et de Mercure dans deux bandes spectrales. Les émissions thermiques infrarouges de la surface du Mercure entre le crépuscule et l'aube (heure locale) et les écarts par rapport au comportement thermique moyen de la surface sont mesurés. Des mesures sont également effectuées sur les températures de brillance de la couverture nuageuse et des phénomènes d'assombrissement des limbes. Les données de l'instrument sont utilisées pour tenter de corréler les variations de température inhabituelles avec des photographies ainsi que les mesures effectuées par d'autres instruments dans le but d'identifier les montagnes, les vallées, les volcans et les matériaux de surface inhabituels.
- Un détecteur de vent solaire (Scanning Electrostatic Analyzer and Electron Spectrometer) est utilisé pour mesurer la vitesse et la distribution du vent solaire au voisinage de Mercure et dans la zone du Système solaire située en deçà de l'orbite de Vénus. Cette expérience sur le vent solaire vise à : (1°) déterminer le mode d'interaction entre la planète Mercure et le vent solaire ; (2°) faire une étude approfondie du vent solaire avec Mercure ; (3°) vérifier et étendre les observations antérieures de l'interaction du vent solaire avec Vénus ; (4°) clarifier le rôle des électrons dans les interactions ; et, (5°) étudier le vent solaire entre 0,4 et 1,0 UA. L'instrumentation de l'expérience comprend deux analyseurs électrostatiques orientés vers le Soleil (SESA - Sunward-facing Electrostatic Spectrometer Analyzer) et un spectromètre électronique orienté vers l'arrière (BESA - Backward-facing Electron Spectrometer Analyzer). Ces trois détecteurs sont montés sur la plate-forme de balayage qui peut être balayée à 1°/seconde pour un arc de 120° centré sur une direction du plan écliptique situé à 6° à l’est de la ligne Mariner 10-Soleil. Les deux SESA ne parviennent pas à envoyer les données vers la Terre. Ils doivent mesurer des cations de 0,08 à 8 keV et des électrons de 4 à 400 eV. Le BESA a un champ de vision en éventail de ± 3,5 x ± 13,5°. L'angle le plus large est normal vers, et symétrique, l'arc de balayage. Un spectre d'électrons obtenu toutes les 6 secondes et comprenant des mesures de flux dans quinze canaux d'énergie (largeur de canal delta-E / E = 6,6%) à l'intérieur de la plage d'énergie de 13,4 à 690 eV. Comme le flux du vent solaire au-delà d’une sonde spatiale introduit une distorsion angulaire de la distribution des électrons par rapport à ce qui est observé dans le cadre du vent solaire, il est possible, en tenant compte de cette distorsion et des caractéristiques de la sonde spatiale, de déduire les paramètres du vent solaire tels que la vitesse des ions, la température des électrons et leur densité. La fiabilité de ces paramètres dépend nécessairement de la validité du modèle de sonde spatiale utilisé dans l'analyse et affecté par les changements dans le temps du vent solaire ambiant.
- Un magnétomètre tri-axial à fluxgate (Triaxial Fluxgate Magnetometer), cette expérience consiste en deux magnétomètres tri-axiaux à grille de flux montés sur une perche commune, à 2,3 m et à 5,8 m de la sonde spatiale, et conçus pour mesurer le champ magnétique au voisinage de la planète Mercure et de planète Vénus et dans le milieu interplanétaire. Les données des deux magnétomètres sont analysées simultanément pour séparer les champs ambiants du champ de la sonde spatiale. Chaque capteur a deux plages de fonctionnement de ± 16 nT et ± 128 nT, avec des précisions de numérisation de 0,03 nT et 0,26 nT, respectivement. La capacité de décalage étend la plage de fonctionnement à ± 3188 nT. Au cours de la phase primaire de la mission (du 3 novembre 1973 au 29 mars 1974) et lors des deuxième et troisième survols de Mercure, 25 vecteurs par seconde sont échantillonnés par le magnétomètre primaire et transmis à la Terre. À d'autres moments, un mode de débit de données plus faible est utilisé, au cours duquel cinq vecteurs par seconde sont transmis. L'expérience fonctionne normalement pendant toute la durée de vie de Mariner 10.
- Expérience de particules énergétiques (Energetic Particles Experiment), cette expérience est conçue pour mesurer les électrons, les protons et les particules alpha dans le milieu interplanétaire et autour de Vénus et de Mercure. L'instrumentation comprend un télescope principal et un télescope à basse énergie. Le télescope principal est composé de six capteurs (cinq détecteurs au silicium et un scintillateur à l'iodure de césium (CsI) entourés d’un scintillateur en plastique anti-coïncidence. Une analyse de la hauteur de l'impulsion est effectuée toutes les 0,33 seconde et les comptes accumulés dans chaque mode coïncidence/anti-coïncidence sont mesurés toutes les 0,6 seconde. Les particules s'arrêtant dans le premier capteur sont des protons et des particules alpha entre 0,62 à 10,3 MeV/nucléon et des électrons à environ 170 keV. Le demi-angle d'ouverture pour ce mode est de 47° et les facteurs géométriques sont de 14 cm2 pour les électrons et de 7,4 cm2 pour les protons et les particules alpha. Le demi-angle d'ouverture du télescope est réduit à 32° pour les comptes en coïncidence dans les premier et troisième capteurs. Le télescope à basse énergie, un détecteur à deux éléments (plus anti-coïncidence) avec un demi-angle d'ouverture de 38° et un facteur géométrique de 0,49 cm2, est conçu pour mesurer les protons de 0,53 à 1,9 MeV et de 1,9 à 8,9 MeV.
- Le spectromètre ultraviolet lointain (EUS - Extreme Ultraviolet Spectrometer) est composé de deux instruments : un spectromètre d'occultation fixé sur la structure de la sonde spatiale et un spectromètre à incandescence monté sur la plate-forme de balayage. Lorsque le Soleil est obscurci par le limbe de la planète, le spectromètre d'occultation mesure les propriétés de l'atmosphère. Il fonctionne en incidence rasante. Les flux sont mesurés à 47, 74, 81 et 89 nm à l'aide de multiplicateurs d'électrons. Les trous d'épingle définissent le champ de vision de l'instrument qui est 0,15° de largeur totale à mi-hauteur (FWHM - Full Width at Half Maximum). Des bandes spectrales à 75 nm sont également mesurées. Le spectromètre permet de mesurer le rayonnement à partir de Vénus et de Mercure dans la gamme spectrale de 20,0 à 170,0 nm. Avec une résolution spectrale de 2,0 nm, l'instrument mesure le rayonnement aux longueurs d'onde suivantes : 30,4, 43,0, 58,4, 74,0, 86,9, 104,8, 121,6, 130,4, 148,0 et 165,7 nm. De plus, afin de contrôler le flux ultraviolet extrême vers le spectromètre, deux canaux d'ordre zéro sont embarqués. Le champ de vision de l'instrument est de 0,13 x 3,6°. Les données incluent également le milieu interplanétaire.
- Deux caméras de télévision (Television Photography), les objectifs de cette expérience sont de photographier la haute atmosphère pour Vénus et la surface de la planète Mercure. Pour la planète Vénus, les objectifs spécifiques sont d'étudier les propriétés des nuages en ultraviolet et d'obtenir une imagerie à haute résolution de la couverture nuageuse. Pour la planète Mercure, les objectifs spécifiques sont de cartographier les principaux sites physiographiques, de déterminer l'orientation de l’axe de rotation, d'établir un système de coordonnées cartographiques et de rechercher des satellites à Mercure. L'équipement consiste en deux télescopes de type Cassegrain de 15 cm de diamètre avec huit filtres, chacun relié à une caméra Vidicon GEC de 2,54 cm (distance focale de 150 cm et champ de vision de 0,5°) pour la photographie à angle étroit. Un système optique auxiliaire monté sur chaque caméra offre une photographie grand angle (distance focale de 62 mm, champ de vision de 11 x 14°). La durée d'exposition varie de 3 millisecondes à 12 secondes et chaque caméra prend une photo toutes les 42 secondes. L'image télévisée consiste en 700 lignes de balayage avec 832 éléments d'image par ligne, qui sont codés numériquement en mots de huit bits pour la transmission. Il y a huit positions de filtre : (1) image grand angle ; (2) filtre bleu ; (3) polarisation ultraviolette ; (4) ultraviolet élevée ; (5) clair ; (6) ultraviolet ; (7) lentille de défocalisation (pour l'étalonnage) ; et (8) jaune. Environ 7 000 photographies sont obtenues de Vénus et Mercure, avec une résolution maximale de 100 m pour Mercure.
- Expérience sur la mécanique céleste et la radio science (Celestial Mechanics and Radio Science Experiment), utilisation du système de télécommunications pour mesurer la masse et le champ gravitationnel des planètes. Cette expérience utilise la bande X (8 400 MHz) et la bande S (2 113 MHz), des systèmes de radiocommunication embarqués à des fins scientifiques. Deux approches principales sont utilisées, l'une utilisant les informations de suivi, l'autre tirant parti des variations de trajectoire radio associées à une occultation des signaux Terre-Mariner 10. Les informations de suivi sont analysées afin de déterminer les caractéristiques de masse et gravitationnelles (y compris les estimations de la composition interne et de la densité) de Vénus et de Mercure. À partir des caractéristiques anormales observées dans les signaux des bandes X et S lors du passage de Mariner 10 dans les atmosphères planétaires juste avant et après l’occultation, des profils de température et de pression sont calculés. Ces profils sont utiles pour ajuster les modèles de composition atmosphérique. La coupure du signal fournit des informations utiles pour la détermination du rayon planétaire.

## Déroulement de la mission
La sonde spatiale Mariner 10 est lancée le 3 novembre 1973 à 5 h 45 TU par le lanceur Atlas-Centaur (AC-34) depuis l'aire de lancement LC-36B de la base de lancement de Cap Canaveral. Mariner 10 (connu sous le nom de Mariner Venus / Mercury 1973) est placé sur une orbite d'attente après le lancement durant environ 25 min, puis sur une orbite héliocentrique en direction de la planète Vénus. Mais, le couvercle protecteur des analyseurs électrostatiques faisant face au Soleil ne s'ouvre pas complètement après le lancement et les instruments, qui font partie de l'expérience de l'analyseur électrostatique à balayage et du spectromètre à électrons, ne peuvent être utilisés. Il est également découvert que le réchauffement des caméras de télévision a échoué. Les caméras sont donc laissées en place pour éviter que les basses températures endommagent les optiques.
Peu de temps après avoir quitté l'orbite terrestre, la sonde envoie des centaines de photos saisissantes de la Terre et de la Lune, réalisées une douzaine d'heures après le décollage pour calibrer les instruments, alors qu'elle se dirige vers sa première destination, la planète Vénus. Au cours de sa trajectoire, de nombreux problèmes techniques se posent, notamment des dysfonctionnements de l'ordinateur de bord qui subit des réinitialisations imprévues, ce qui nécessite de reconfigurer la séquence de l'horloge et des sous-systèmes. Puis des problèmes périodiques avec l'antenne à haut gain et du système de contrôle d'attitude se produisent également durant la trajectoire vers la planète Vénus. Une manœuvre de correction de trajectoire est effectuée 10 jours après le lancement, le 13 novembre 1973. Immédiatement après cette manœuvre, un éclat de peinture qui s'est détaché de la sonde spatiale vient se loger sur le viseur d'étoiles, qui perd l'étoile de référence, Canopus. Un protocole de sécurité automatisé permet de récupérer Canopus, mais le problème de desquamation de la peinture se répète tout au long de la mission.
En janvier 1974, Mariner 10 envoie avec succès des données sur les observations ultraviolettes (sans photographies) de la comète C/1973 E1 Kohoutek, c'est la première fois qu'une sonde spatiale envoie des données sur une comète à très longue période. Après une autre correction de trajectoire le 21 janvier 1974, Mariner 10 s'approche de Vénus pour une manœuvre d'assistance gravitationnelle afin de l'envoyer vers la planète Mercure. 

### Survol de la planète Vénus

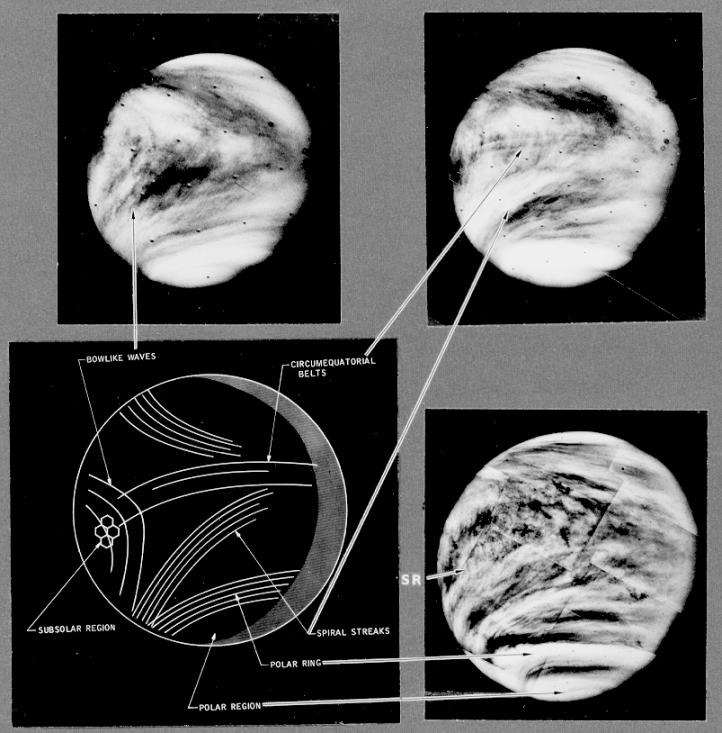
Mise en évidence des ondes de pression en demi-lune dans la haute atmosphère vénusienne.

La sonde spatiale Mariner 10 survole la planète Vénus le 5 février 1974, au point le plus rapproché de 5 768 km à 17 h 1 TU et envoie les premières images en gros plan de Vénus et des observations en infra-rouge et en ultra-violet. La première image montre le terminateur jour-nuit de la planète comme une mince ligne brillante. Mariner 10 renvoie 4 165 photos de Vénus et collecte des données scientifiques importantes au cours de sa rencontre sur la circulation de la haute atmosphère, en trois ou quatre couches de brume nuageuse, brassées par des vents voisins de 350 km/h le long de l'équateur.
C'est également la première fois qu'une sonde utilise l'assistance gravitationnelle d'une planète pour l'aider à en atteindre une autre. Durant son transit entre les planètes, la sonde étudie le milieu interplanétaire en prenant des mesures sur le vent solaire et les champs magnétiques. Puis, la sonde spatiale se dirige vers la planète Mercure. En route vers Mercure, une anomalie du système de contrôle d'attitude se produit pour la deuxième fois, en utilisant de l'hydrazine. Depuis lors, de nouvelles procédures sont utilisées pour orienter le véhicule spatial, notamment l'utilisation du vent solaire par pression sur les panneaux solaires.

### Premier survol de la planète Mercure
Grâce à l'assistance gravitationnelle de Vénus, Mariner 10 se dirige maintenant vers la planète la plus inférieure, Mercure, qui est atteinte après une nouvelle correction de trajectoire par allumage du moteur pendant 51 secondes le 16 mars 1974. Mariner 10 approche Mercure, les photos prises à partir du 23 mars 1974 commencent à montrer une surface très lunaire avec des cratères, des crêtes et un terrain chaotique. Les magnétomètres de Mariner 10 révèlent un champ magnétique faible. Les lectures du radiomètre indiquent des températures nocturnes de −183 °C et maximales de 187 °C le jour. 
La rencontre la plus rapprochée a lieu le 29 mars 1974 à 20 h 47 TU, à une distance de 703 km qui permet de découvrir que Mercure possède un champ magnétique, alors que les scientifiques pensaient qu'il n'en existait pas, et qu'elle comporte une atmosphère très ténue (exosphère). Les premières photographies détaillées de la surface qui sont prises dévoilent une surface couverte de cratères de toutes dimensions (jusqu'à 120 km de diamètre), avec parfois des bords très érodés, à l'apparence très proche de celle de la Lune. La faible densité de la croûte est également remarquée. Les 2 300 photographies en moyenne résolution (3-20 km/pixel) et en haute résolution (moins de 1 km/pixel) sont prises lors de ce premier passage. L'expérience d'occultation radio lors du passage de Mariner 10 derrière la face cachée de la planète indique un manque d'atmosphère ou d'ionosphère.
La détection par le spectromètre ultraviolet de Mariner 10 d'un point se déplaçant à environ 25 000 km de la planéte est interprétée par l'Observatoire de Kitt Peak comme la présence d'un petit satellite de Mercure. L'observatoire reconnait le lendemain s'être trompé, après avoir identifié le point lumineux comme étant l'étoile 31 Crateris, la perception d'un déplacement venant en réalité du mouvement de Mariner 10.
Un court-circuit ayant fait monter la température de la sonde de 21°c à 42° C, la période d'observation doit être interrompue le 2 avril, alors qu'elle devait durer neuf jours de plus.

### Deuxième survol de Mercure
Abandonnant Mercure, Mariner 10 fait une boucle autour du Soleil et regagne sa cible, aidée par les corrections de trajectoire effectuées les 9 mai, 10 mai et 2 juillet 1974.
Le deuxième survol, le 21 septembre 1974 à 21 h 59 TU est effectué à une distance plus éloignée à 48 069 km d'altitude, ajoutant des images de la région du pôle sud. Ce survol permet de cartographier environ 45 % de la surface de la planète. Seules 750 nouvelles photos de la planète sont prises, à cause d'un problème technique avec l'enregistreur embarqué. Malheureusement, l'hémisphère illuminé est presque identique à celui du premier survol, ainsi une grande partie de la planète est restée sans image.
La sonde utilise la pression solaire sur les panneaux solaires et une antenne à gain élevé pour le contrôle d'attitude. Mariner 10 s'éloigne une nouvelle fois de Mercure avant une dernière et troisième rencontre avec Mercure, rendue possible par trois corrections de trajectoire le 30 octobre 1974, le 13 février 1975 et 7 mars 1975, la dernière pour éviter tout impact avec la planète. 

### Troisième survol de Mercure
Le dernier survol, le 16 mars 1975 à 22 h 39 TU à 327 km d'altitude, est le plus proche de la planète Mercure. En raison de la défaillance d'un magnétophone et des restrictions du taux de réception des données, seul le quart central de chacune des 300 images haute résolution est reçu au cours de cette rencontre. Ce survol a pour objectif d'étudier de manière détaillée le champ magnétique de Mercure. Les scientifiques découvrent qu'il ne s'agit pas d'une conséquence du vent solaire, mais qu'il est généré par la planète elle-même. L'origine de ce champ reste, à l'issue de cette mission, une question majeure qui doit être tranchée par de futures missions spatiales vers la planète Mercure. Ce dernier survol permet la prise de 450 photos.

### Fin de la mission
Les essais d'ingénierie se poursuivent jusqu'au 24 mars 1975, date à laquelle l'approvisionnement en hydrazine pour le contrôle d'attitude est épuisé. Le dernier contact avec Mariner 10 a lieu le 24 mars 1975 à 12 h 21 TU. Au total, Mariner 10 prend plus de 2 700 photographies au cours de ses trois survols, couvrant près de la moitié de la surface de la planète. Certaines des images montrent des détails d'une précision de 100 mètres. Le bassin Caloris, cratère caractérisé par un ensemble d'anneaux concentriques et de crêtes et d'environ 2 500 kilomètres de diamètre, est peut-être l'élément de surface le plus impressionnant. Cette mission est la dernière visite à Mercure d'une sonde spatiale pendant plus de 30 ans, jusqu'à la visite de MESSENGER en 2011. Les scientifiques décident alors de clore la mission. Seule 45 % de la surface de Mercure est cartographiée, car à chacun des trois survols, Mercure présente la même face au Soleil.

## Résultats scientifiques
La sonde spatiale Mariner 10 apporte une contribution importante à notre connaissance de la partie du Système solaire occupée par les planètes inférieures (Terre, Vénus, Mercure). Lorsque la sonde est lancée, le programme spatial a déjà permis des avancées importantes dans le domaine : le programme Apollo, en ramenant des roches lunaires, permet de dater du matériel planétaire antérieur à ce qui est découvert sur la Terre ; Mariner 9 a effectué un relevé complet de la planète Mars et découvert avec ses prédécesseurs des formations géologiques surprenantes ainsi qu'une surface constituée en partie de matériaux d'origine et en partie façonnée par le volcanisme ; de nombreuses sondes soviétiques et américaines ont étudié la planète Vénus et permis d'acquérir une bonne connaissance générale sur sa topographie et son atmosphère tout en laissant dans l'ombre les caractéristiques de sa structure interne ainsi que son histoire géologique. On ne dispose à l'époque du lancement de Mariner 10, d'aucune donnée précise sur la topographie et les caractéristiques de la planète Mercure.
La contribution de Mariner 10 à l'étude de Vénus est modeste mais significative. La sonde met en évidence, à l'aide de son spectromètre ultraviolet, que la couche supérieure de l'atmosphère de Vénus fait le tour de la planète en 4 jours c'est-à-dire bien plus rapidement que la planète elle-même. Mariner 10 montre une circulation de type Hadley dans l'atmosphère de la planète Vénus et montre que Vénus a au mieux un champ magnétique faible et que l'ionosphère interagit avec le vent solaire pour former une onde de choc.
Mais la principale contribution de Mariner 10 concerne la planète Mercure. Une des principales découvertes porte sur l'identification du champ magnétique de la planète. L'existence de celui-ci est complètement inattendue car la présence d'un champ magnétique est associée à une vitesse de rotation rapide et un noyau liquide. Or, Mercure a une vitesse de rotation lente et sa surface, à l'apparence très lunaire donc très ancienne, ne donne pas l'impression d'un noyau actif qui se traduit généralement par des épanchements volcaniques périodiques en surface. Mercure n'a pas d'atmosphère, une surface avec des cratères semblable à celle de la Lune et un noyau relativement riche en fer. Les photographies de la surface de Mercure permettent par ailleurs d'élaborer des théories sur le processus de formation des planètes inférieures.

## Photos prises par la sonde

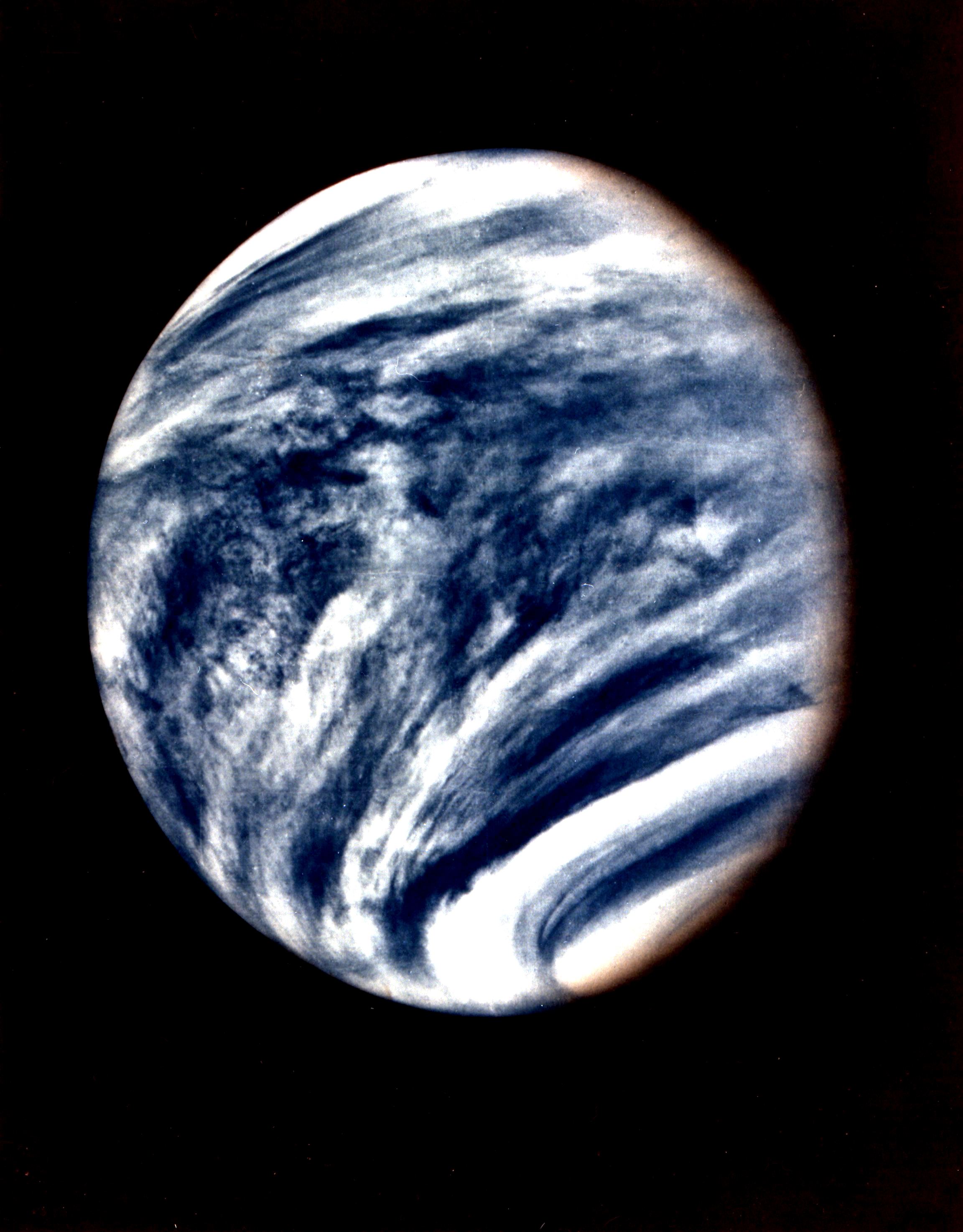
La planète Vénus, photographiée par la sonde spatiale Mariner 10.
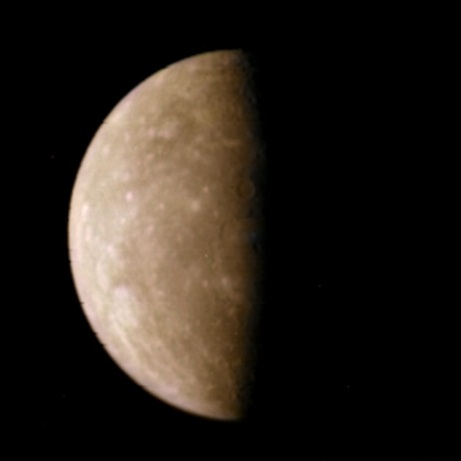
La planète Mercure en vraies couleurs.
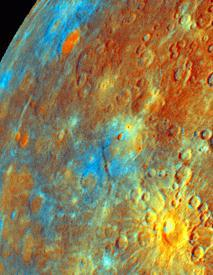
La planète Mercure en fausses couleurs.
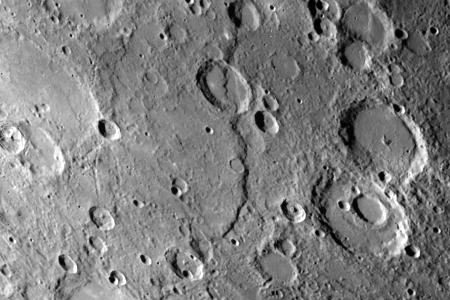
L'escarpement Discovery Scarp sur la planète Mercure.
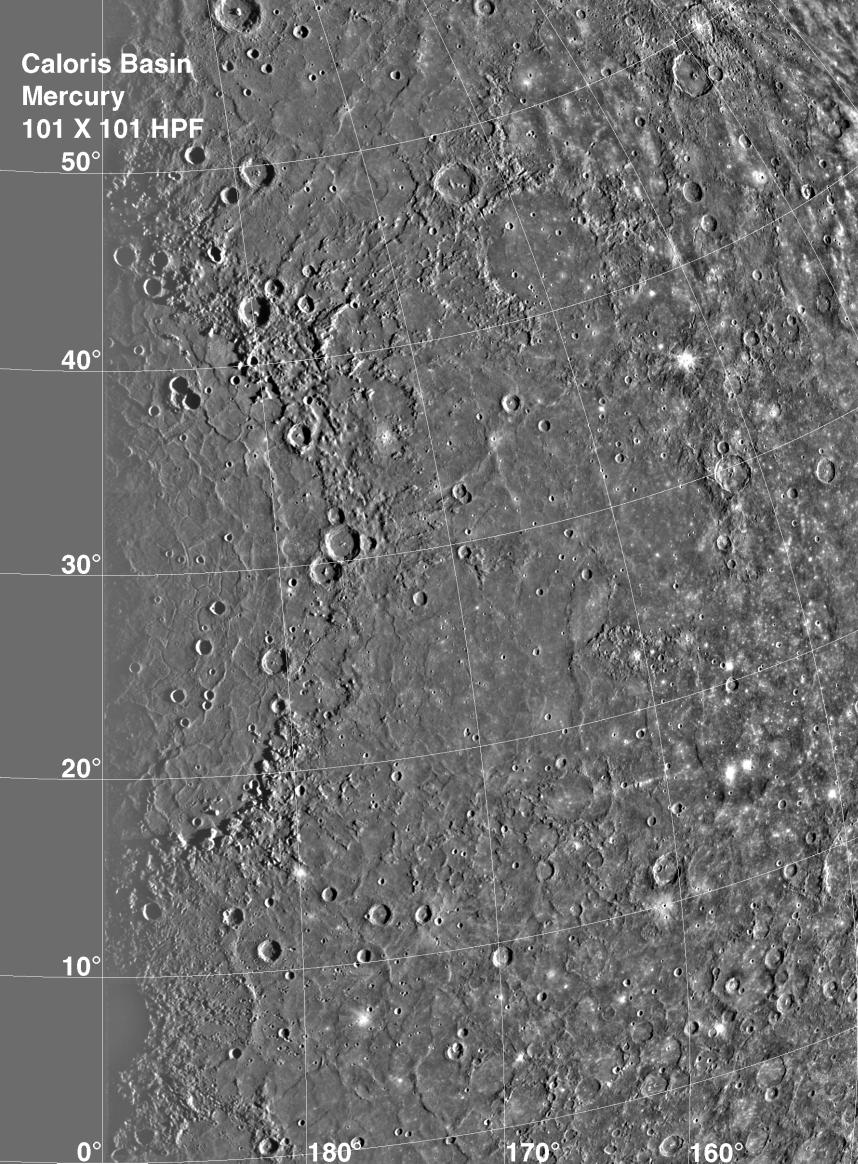
Le bassin Caloris sur la planète Mercure.
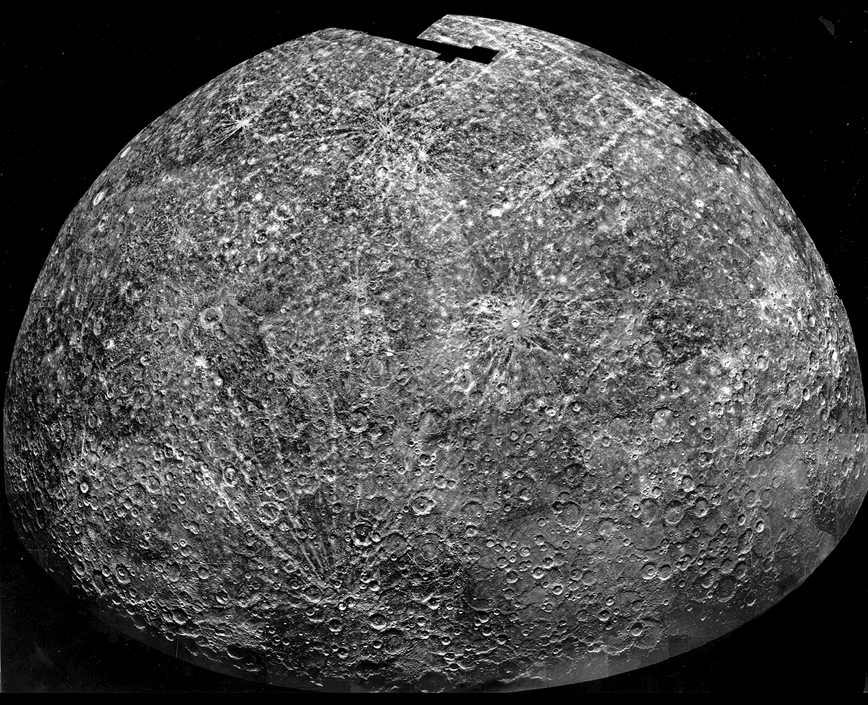
L'hémisphère sud de la planète Mercure.
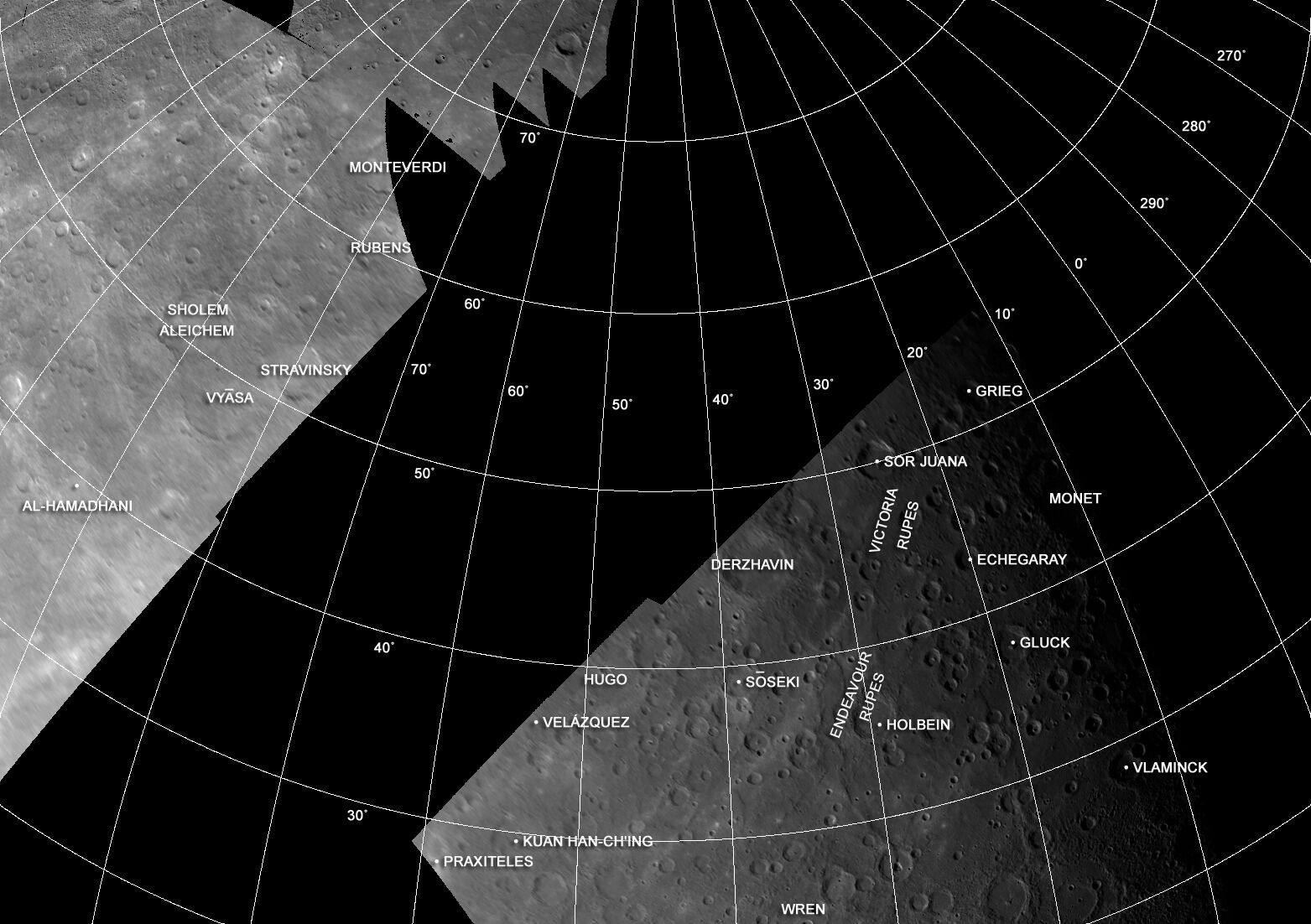
Le Quadrangle Victoria (Aurora) sur la planète Mercure.
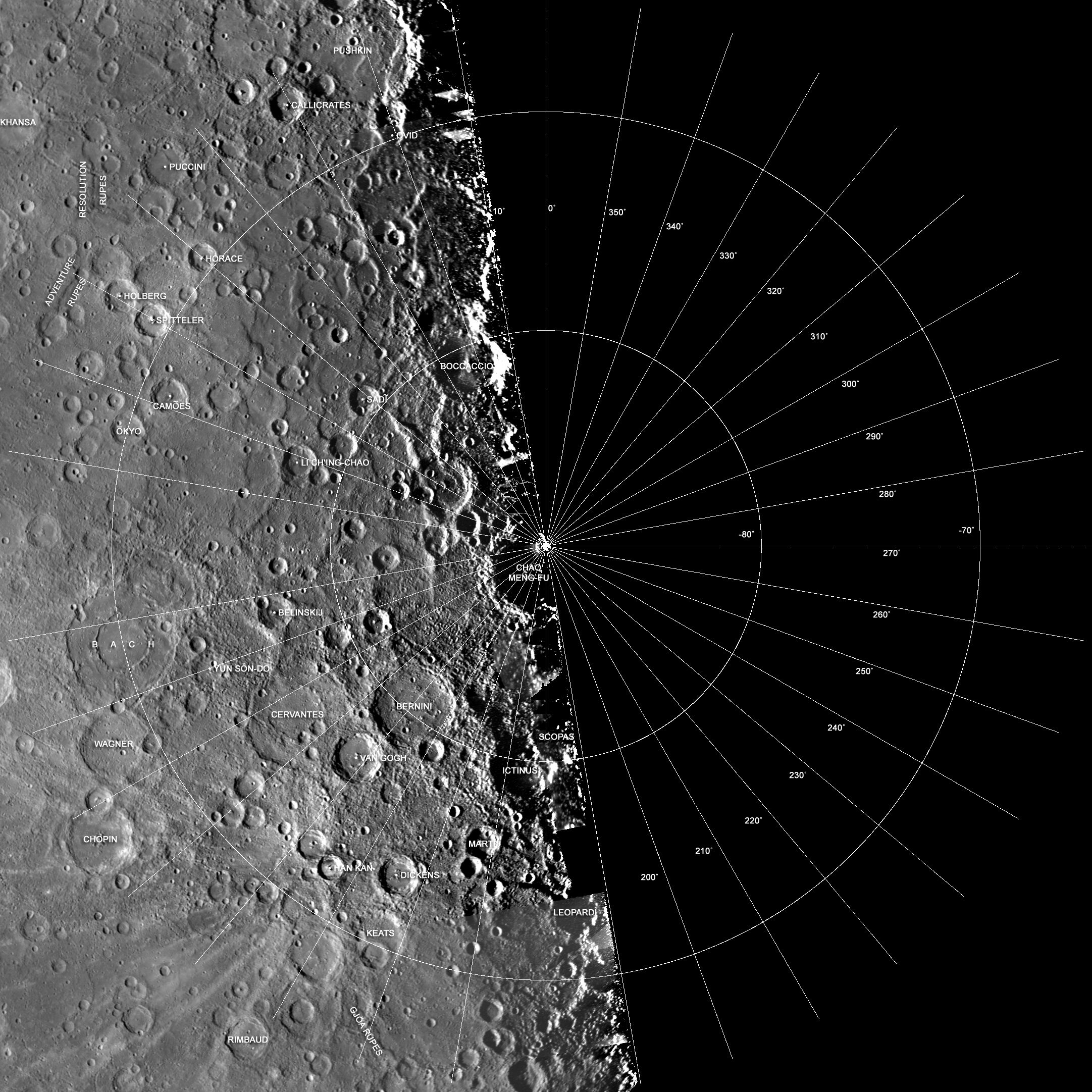
Le Quadrangle Bach (Australia) sur la planète Mercure.
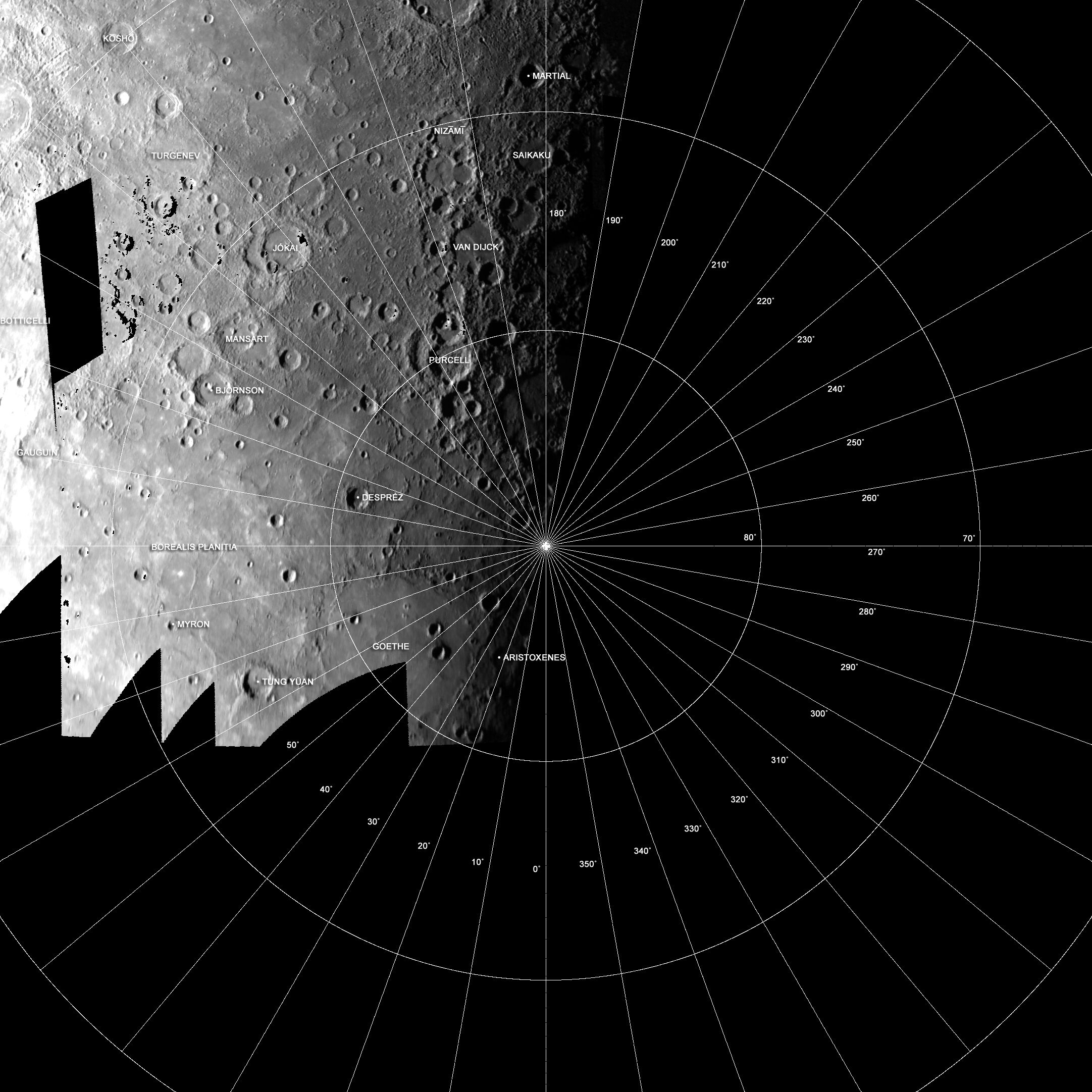
Le Quadrangle Borealis (Borea) sur la planète Mercure.
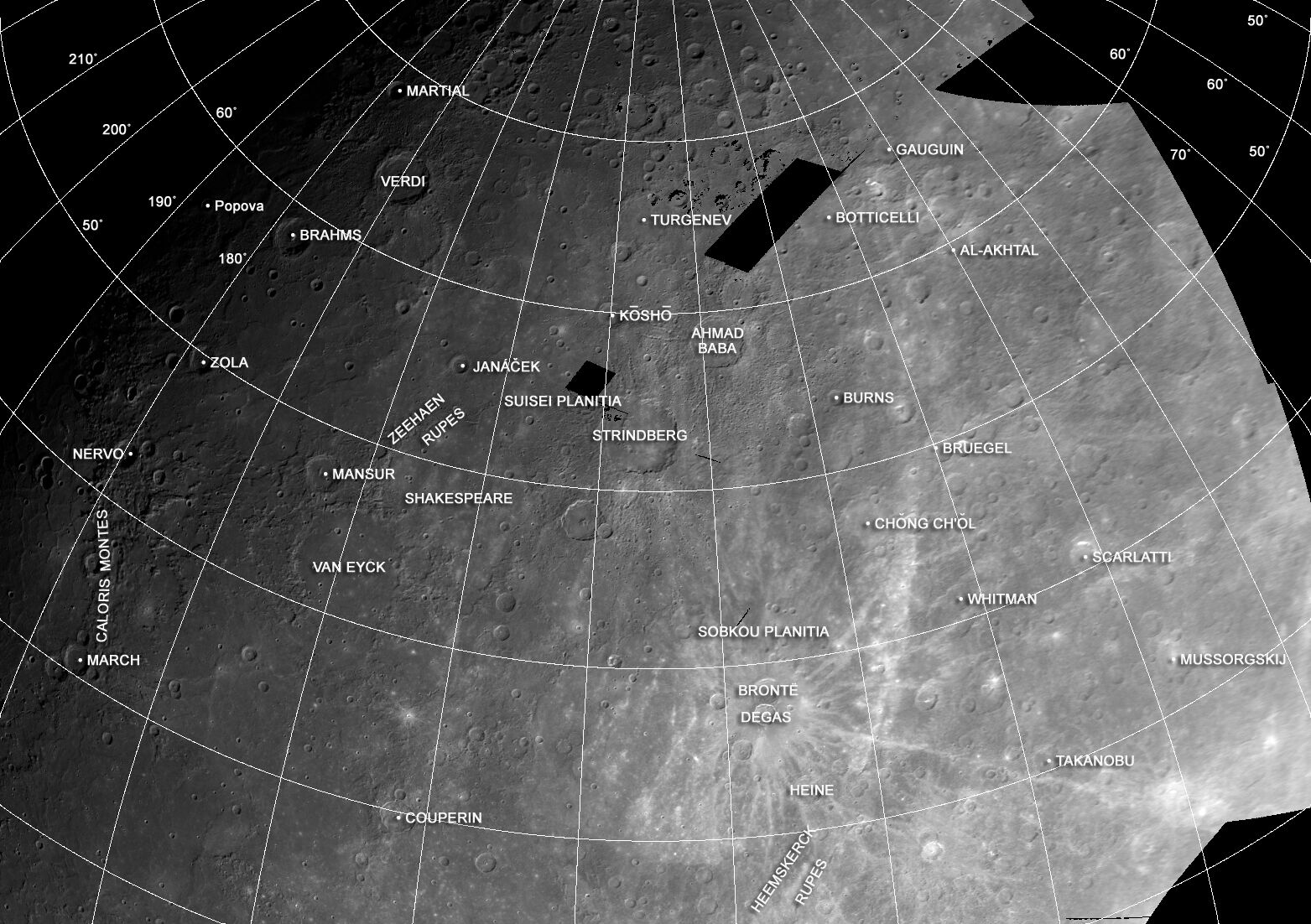
Le Quadrangle Shakespeare (Caduceata) sur la planète Mercure.
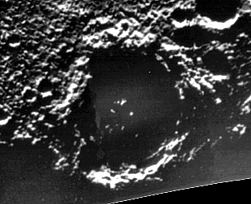
Le cratère Chao Meng-Fu sur la planète Mercure.
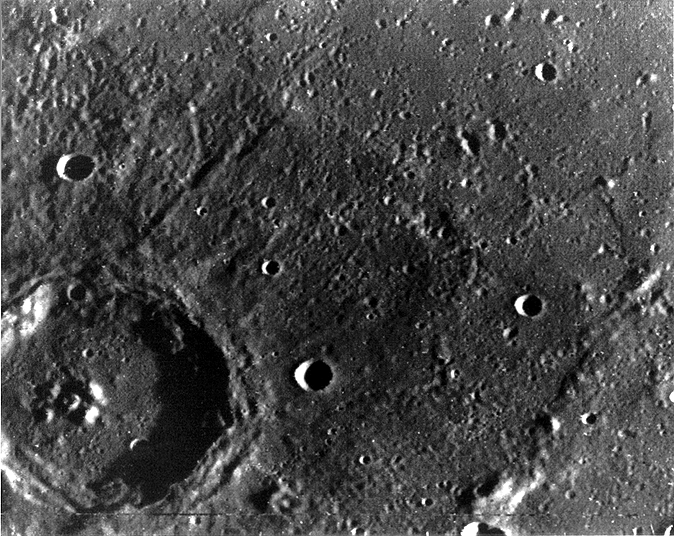
Le cratère Zola sur la planète Mercure.